# Podkowa Leśna (gmina)
Podkowa Leśna – dawna gmina wiejska o charakterze miejskim istniejąca w latach 1948–1954 w woj. warszawskim (dzisiejsze woj. mazowieckie). Siedzibą gminy była Podkowa Leśna.
Gmina została utworzona w dniu 1 lipca 1948 roku w woj. warszawskim, w powiecie grodziskomazowieckim, z części obszaru gmin Helenów (gromady Podkowa Leśna i Letnisko Młochówek) i Młochów (część gromady Żółwin).
1 lipca 1952 roku gmina została przeniesiona do nowo utworzonego powiatu pruszkowskiego. Równocześnie do gminy Podkowa Leśna przyłączono gromady Owczarnia i Żółwin z gminy Młochów. Według stanu z 1 lipca 1952 roku gmina Podkowa Leśna składała się z 3 gromad.
Gmina została zniesiona 29 września 1954 roku wraz z reformą wprowadzającą gromady w miejsce gmin. 1 stycznia 1957 roku gromada Podkowa Leśna otrzymała prawa osiedla, a 31 grudnia 1968 roku prawa miejskie.